# Gorbatowka
Gorbatowka – osiedle typu miejskiego w Rosji, w obwodzie niżnonowogrodzkim. W 2010 roku liczyło 3378 mieszkańców.